# Paradarisa heledaria
Paradarisa heledaria là một loài bướm đêm trong họ Geometridae.